# 真人快打相關爭議

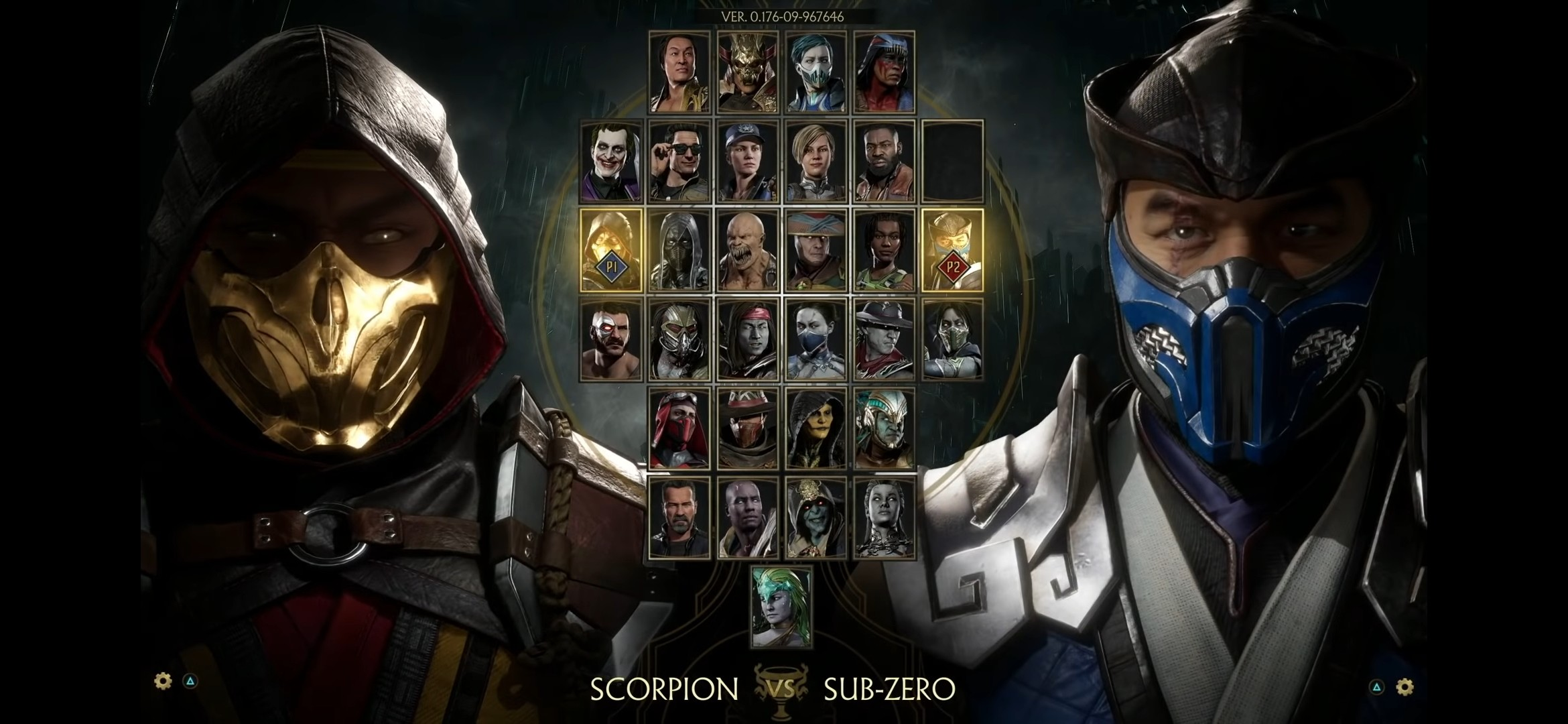
《真人快打11》的角色选择菜单，由于其游戏画面表现涉及大量暴力血腥，因此该系列游戏一直备受争议。

真人快打相关争议是指由埃德·布恩（Ed Boon）和约翰·托比亚斯（John Tobias）自1992年以来创作研发的《真人快打》系列格斗游戏所一直围绕的各种争议问题。《真人快打》经常受到政界人士和其他领域人士的批评，因为它高拟真的格斗暴力血腥画面丝毫没有做任何处理(无论是在游戏的常规战斗场景还是在致命一击场景中亦都是如此——最后的终结技允许玩家以极为血腥的方式虐杀对方)。该系列的早期作品，其暴力表现手法导致了娱乐软件分级委员会（ESRB）和其他视频游戏评级委员会的创立和持续的对游戏的评级审查。《真人快打》系列游戏在多个国家遭到审查或禁止，而且这款游戏系列也成为多个法庭案件的犯案因素。
《真人快打11》在印度尼西亚、日本、中国和乌克兰是被完全禁止游玩（但中国大陆地区仍然可以在Steam上购买正版或者从互联网上下载盗版游戏游玩）。在德国，从发行到2015年这十年来，《真人快打》系列一直在当地处于禁止游玩限制。《真人快打11》也遭到巴西和韩国禁止，直到2013年2月，澳大利亚也宣布禁止游玩该游戏。

## 争议与审查
关于《真人快打》系列的暴力行为，特别是“终结技（Fatalities）”，是其在1993年引起重大争议的根源。根据《真人快打世界》网站总编辑兼网站经理杰夫·格里森（Jeff Greeson）表示：“ 真人快打系列的暴力程度相当露骨，以致于血腥的有点过了。你可以亲眼看着你操作的角色浑身是血，也可以看到游戏中极为暴力的处决画面。《真人快打》系列不仅震惊了所有玩过这款游戏的人，而且那些只是纯路人的玩家玩过这款游戏后，也纷纷被游戏中的血腥场面所吸引。立法者对于《真人快打》街机版的态度还保持温和，但随后进入家用游戏机平台后，这款游戏就彻底的进入到公众的视线中。媒体注意到大多数民众都担心此款游戏中的暴力血腥画面被未成年看到或游玩。由于大众和媒体对此系列游戏的批评和愤怒，人们对这款游戏产生了道德恐慌，并导致了1993年美国国会关于电子游戏的听证会的发起，这也在1994年为娱乐软件分级委员会(ESRB)建立游戏评级系统铺平了道路。2010年，《真人快打》的联合创作人和制作人埃德·布恩（Ed Boon）透露，他实际上对这些愤怒表示同情，并承认: “我也不希望我10岁的孩子玩这样的游戏。”

#### 国会听证会与回应
在美国国会关于电子游戏的听证会上，民主党参议员赫伯 · 科尔(Herb Kohl)与参议员乔·利伯曼（Joe Lieberman）分别播放了1992年发行的电子游戏《真人快打》和《午夜陷阱》(另一款由全动态影像方式展现的互动游戏)的片段，试图向政府说明为什么要对电子游戏进行管制。尤金 · F · 普罗文佐（Eugene F. Provenzo）教授评论说：“这样的游戏几乎有着非常逼真的画面，但是这些画面内容却充满了暴力、性别歧视和种族主义。”任天堂方面的审查政策包含了关于限制血腥暴力等游戏的内容，所以任天堂拒绝让《真人快打》登陆它们的主机平台。与此同时，他们的竞争对手世嘉公司选择发行这款游戏，并给出了MA-13的评级，吸引数百万的游戏玩家购买，这使得世嘉取得了巨大的商业成功。在听证会上，任天堂的一位代表试图攻击世嘉，称其发行暴力游戏，并表示任天堂公司在游戏去暴力化的进程中起到了很好的作用。作为回应，世嘉的代表拿出了一个在任天堂游戏中出现的火箭筒式枪支配件道具，并反问这是否是教导儿童非暴力的合适方式。
“在过去的一年中，一些非常暴力和令人反感的游戏似乎让人们的接受能力达到了极限，当然，我说的就是《真人快打》和《午夜陷阱》。”——美国任天堂副总裁霍华德 · 林肯于1993年在美国国会关于电子游戏的听证会上作证。
随后，世嘉西班牙分部表示他们将取消《真人快打》在西班牙的发行，担心这款游戏会像在美国和英国一样引起争议。乔·利伯曼（Joe Lieberman）是1993年第一个表达对《真人快打》血腥暴力问题担忧的政客之一，并自称一直是暴力视频游戏最狂热的批评者之一。后来，他在1996年的一份声明中提到了《生化危机》系列和《毁灭战士》 ，当时他加入了赫伯 · 科尔(Herb Kohl)和心理学家大卫 · 沃尔什（David Walsh的行列，向国会递交反映了《生化危机》等新一批暴力游戏问题。真人快打联合创作者约翰·托比亚斯（John Tobias）回忆称，表示对此事“非常生气”，因为他觉得“像利伯曼这样的人”一直在“用他们的电子游戏废话来淡化真正的问题。”
然而，在2000年，围绕这款游戏的争议已经大大减少。2006年，美联社专栏作者卢 · 凯斯滕（Lou Kesten）写道：“虽然利伯曼一直是电子游戏业最持久的批评者之一，但《真人快打》已经不再是游戏暴力问题争论的聚焦点了。现在看来，《侠盗猎车手》这样的游戏已经取代了《真人快打》的游戏暴力争议，因为它可以让玩家在游戏中操控角色对无辜平民进行残忍屠杀。”《时代周刊》在2012年评论称：“这款1992年的经典之作（指《真人快打》）之所以仍然具有重大意义，是因为它打破了一个隐含的禁忌，即什么样的内容可以放入游戏中。”

#### 游戏评级，禁令与审查
就像《真人快打1》一样，《真人快打2》中极度血腥的内容也成为了关于电子游戏暴力问题的争议焦点。1994年，《真人快打2》被德国联邦未成年危害信息媒体审查委员会（Federal Department for Media Harmful to Young Persons）列入到对年轻人有害的产品列表中。1995年，除了Game Boy平台之外，这款游戏的所有版本都因违反了德国刑法第131条而被禁止(这一禁令在2005年终止，因为禁令的期限为10年)。《真人快打2》在日本首次发行时也受到了审查，任天堂坚持将游戏中的血从红色改为绿色，并在所有角色执行“终结技”时，强制将画面转为黑白。然而，任天堂美国因其对《真人快打》进行的类似审查和修改受到玩家群体的强烈抵制，并影响了该公司的商业活动，任天堂美国的霍华德·林肯（Howard Lincoln）称：“任天堂会将对《真人快打》这款游戏的种种事情作为一个学习的经验，因为我们的审查行为并没有收到来自人们的赞扬，而是收到了大量的批评。这些批判不仅有玩家，甚至还有家长说我们把自己当成了审查者。(他们声称)这并不是我们该做的工作，他们对此很生气。”因此，任天堂方面随后再未对《真人快打》续作进行审查和修改，而是直接发行原始版本。
2009年，《真人快打》的开发商和发行商Midway Games被迫减少角色小丑的终结技血腥画面，以让《真人快打 VS DC宇宙》能在ESRB评级中得到T级（适合13岁以上的玩家）。2010年，瑞士社会民主党政治家埃维 · 阿莱曼（Evi Allemann）曾发起抗议，要求在瑞士境内彻底取缔诸如《真人快打》、《侠盗猎魔》以及展示“残忍暴力行为”的电子游戏，但抗议均以失败告终。
《真人快打11》在部分国家遭到了完全禁止（澳大利亚、韩国）或部分禁止的限制（德国禁止《真人快打11》任何形式的广告和公开曝光宣传），澳大利亚内政部长布兰登·奥康纳（Brendan O'Connor）回应对《真人快打11》的封禁时称：“公众对此游戏带来的影响感到不安。”但随后，该游戏在2013年被当地评级机构评级为R18+，成功在澳大利亚市场贩售。
由于各国对游戏的审查制度不同，真人快打在各国家的发行也受到了相应的阻拦。《真人快打11》取消了先前计划2019年在印度尼西亚、日本和乌克兰地区发行的版本（在乌克兰，因为立法有明确禁止纳粹和共产主义标志的法律，而在印度尼西亚，则是因为该国立法禁止出现共产主义标志）。在中华人民共和国地区，《真人快打11》也被完全禁止发行。

#### 立法
澳大利亚参议院针对最初的《真人快打》、《时间杀手》、《午夜陷阱》以及周边媒体的报道进行了一项调查，最终调查结果衍生制定了《联邦分级法》，并在1995年3月1日生效 ，成功设立澳大利亚分级委员会。2013年，分级委员会宣布在澳大利亚地区明确禁止《真人快打11》，因为该游戏“非常暴露的描写了肢解、斩首、开膛破肚和其他残忍的虐杀方式。”随后，游戏的发行商华纳兄弟互动娱乐对此事进行上诉，但上诉被驳回。不久后，澳大利亚在2013年引入成人评级制度之后，针对《真人快打11》的禁令在澳大利亚被取消，游戏被重新评级为R18+，并不用经过审查处理。
1998年，佛罗里达州众议院的巴里 · 西尔弗（Barry Silver）发起了一项法案来规范电子游戏暴力，西尔弗说: “电子游戏暴力将会影响我们年轻人的道德品质。”该法案最初的支持者包括佛罗里达州的民主党州长Lawton Chiles(他声称暴力电子游戏可能成为“谋杀和伤害行为的说明书”)和佛罗里达州立大学的儿童发展专家Murray Krantz教授。最终，该法案获得了50多名立法者和从佛罗里达家长教师联谊会到美国基督教联盟等各种团体的支持。在观看了一盘《真人快打》游戏的录像带后，一名美联社记者对录像内容作出如下描述: “一名男性战士反复殴打一名女性对手后，游戏出现一个声音命令他‘终结她’。然后他把手伸进她的胸膛，撕开她的心脏，血液涌向地板，获胜的男性战士将整个女性对手的脊椎拉出后宣告获胜。”随后，众议院政府规章制度委员会一致通过了这项法案。反对者诸如娱乐软件协会的创始人和主席 道格·洛文斯坦（Doug Lowenstein），认为该法案违反了宪法第一修正案的言论自由条款，并可能对此产生深远的影响。视频游戏杂志《次世代》(Next Generation)称该法案“对佛罗里达州的视频游戏构成了严重威胁”，并表示担心该法案“可能导致该州所有对公共领域发行的视频游戏被取消，并可能引发扩展到全国性的趋势”
2002年，美国联邦地区法院法官Stephen N. Limbaugh Sr裁定，电子游戏根本不能算作言论的一种表现，因此不应受到宪法第一修正案的保护。Stephen N. Limbaugh Sr得出的观点部分基于他对四款游戏的一些评论，其中包括在法庭文件中被错误命名为“致命战斗”的《真人快打》。
2005年，加利福尼亚州通过了一项全州禁止向未成年人销售暴力电子游戏的法案，这项法案由前加州州长阿诺·施瓦辛格提出并支持。然而，这项禁令最终在2011年最高法院以7比2的投票结果推翻了布朗诉娱乐商业协会案。最高法院裁定“视频游戏符合第一修正案的保护条件”，这使得禁令违宪。大法官们的多数意见皆标识: “阅读但丁名著肯定无疑比玩《真人快打》更有教养和启发人们智慧。但是这些文化和教养上的差异并不是宪法上的差异。粗暴暴力的电子游戏、低俗的电视节目、廉价的小说和杂志都是和名著《神曲》一样的言论形式，对它们的言论限制必须经过深思熟虑的审查后才可执行。”据报道，艾蕾娜·卡根大法官称《真人快打》是“一款标志性的游戏”，她说：“我敢肯定，在我们政府中起码有一半的职员在他们的青春期里，花费了相当多的时间玩这款游戏。”

#### 广告审查
《真人快打》的广告也受到了不同程度的批评。1993年，利伯曼参议员提到世嘉为这款游戏制作的一个电视广告，他认为这个广告本身也在宣扬暴力。据《读者周刊》描述，这段广告视频“展示了一个男孩在赢得《真人快打》的一场游戏比赛后，让身边的朋友刮目相看。在广告的最后，这个男孩愤怒地敲碎了朋友们送给他的一盘饼干，朋友们都被这个男孩的战斗力吓坏了。男孩吼道，「我想吃巧克力豆！」2011年版的吉尼斯世界纪录游戏玩家版授予《真人快打》系列为“最早被审查的电子游戏海报”的世界纪录。2003年4月22日，英国广告标准管理局(ASA)采取了当时前所未有的措施，谴责《真人快打: 致命联盟》的海报宣传活动。美国广告标准局声称，海报展示了一件沾满血迹连帽衫的海报是对社会“极其不负责任”和“纵容暴力”的行为，随后，海报被移除。《地毯之血》是2005年由位于伦敦的马弗里克传媒公司为《真人快打: 少林僧侣》制作的电视广告，该广告也被美国广告标准局指责为“纵容和美化暴力”。据《The Register》杂志描述，这段视频“展示了一个会议室的场景，在这个场景中，一个叫林的销售代表突然指示两个人打架。一顿拳打脚踢后，一方把笔刺进了对方手臂。然后，另一个人使用玻璃水瓶向一位高管的头部砸去，随后把他的心脏被从胸腔里扯了出来。最后，林甩飞他的帽子将另一名高管斩首，此广告结束。”

#### 关于对电子游戏暴力的研究
- 2000年，心理学家克雷格 · A · 安德森（Craig A. Anderson）和卡伦 · 迪尔（Karen Dill）对媒体报道的游戏暴力行为的影响进行了两项相关的研究。这些研究主要涉及暴力游戏，包括《真人快打》和《德军总部3D》。他们得出的结论是，玩这样的游戏会让玩家，尤其是男性，表现得更具攻击性。[48]这些研究发表后，美国立法者和媒体对《真人快打》进行了长达一年的“新一轮审查”。[49]
- 理查德 ·J · 巴利特（Richard J. Barlett）、克里斯托弗 · P · 哈里斯（Christopher P. Harris）和考利 · 布鲁伊（Callie Bruey）在2008年进行了一项实验，他们研究了玩《真人快打: 致命联盟》是如何影响受试者的敌意和心率的。他们将研究中的发现解释为关键性证据，证明玩家在语义记忆中表现出“更具侵略性的想法”[50]
- 在2010年由心理学家布拉德·布什曼（Brad Bushman)和布莱恩·吉布森（Bryan Gibson）进行的一项实验中，他们使用了《真人格斗vs. DC宇宙》和另外两款暴力游戏（《抵抗：灭绝人类》和《生化危机5》）进行测试，他们总结道:“如果人们反复受到游戏中的暴力内容影响，而意识中受到的攻击性刺激意识就算在游戏被关掉后仍会持续很长时间。”[51]